# Tari Pennu Corona
La Tari Pennu Corona è una struttura geologica della superficie di Venere.